# Zurich Chess Challenge

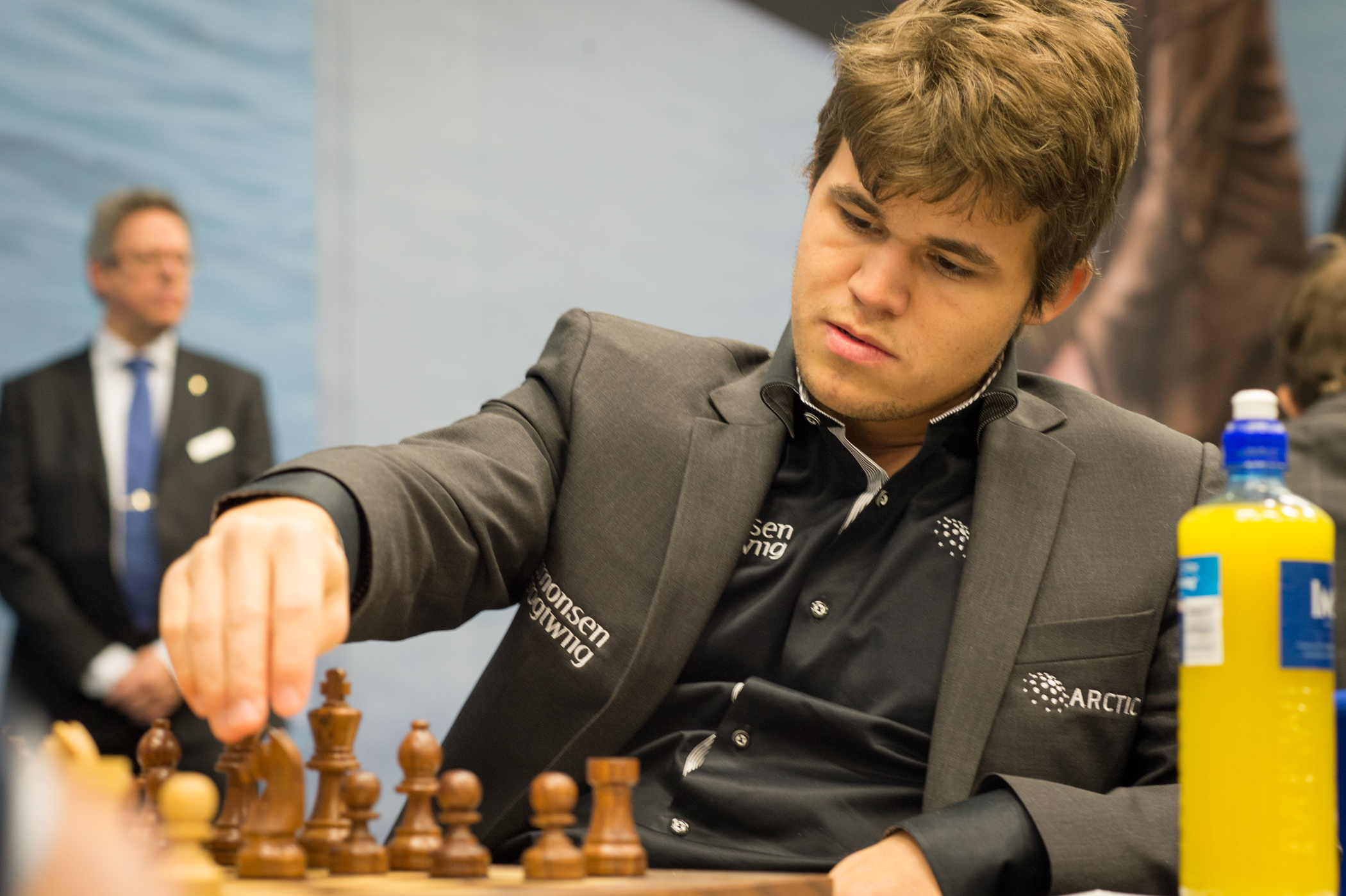
Magnus Carlsen, campió de l'edició de 2014.

El Torneig d'escacs de Zuric o Zurich Chess Challenge és un dels torneigs d'escacs internacionals de gran nivell que més ha crescut en els darrers anys. L'organitza el Club d'Escacs de Zuric, que és la societat organitzada d'escacs més antiga del món. El torneig es disputa anualment des del 2012 a la ciutat de Zúric, a Suïssa.
L'edició de 2014 és la que va tenir la mitjana d'Elo més alta de tots els temps (2801) de qualsevol torneig d'escacs disputat fins llavors, i és considerat per la premsa especialitzada com el més fort de la història.

## Zurich Chess Challenge 2012
El Zuric Chess Challenge 2012 fou un matx a sis partides disputat entre Vladímir Kràmnik (Rússia) i Levon Aronian (Armènia) entre el 21 i el 28 d'abril de 2012. Cada jugador va guanyar una partida, i la resta foren quatre taules.
|                           | Rating | 1 | 2 | 3 | 4 | 5 | 6 | Total |
| ------------------------- | ------ | - | - | - | - | - | - | ----- |
| Vladímir Kràmnik (Rússia) | 2801   | 0 | ½ | 1 | ½ | ½ | ½ | 3     |
| Levon Aronian (Armènia)   | 2820   | 1 | ½ | 0 | ½ | ½ | ½ | 3     |

## Zurich Chess Challenge 2013
L'italià Fabiano Caruana va guanyar el Zurich Chess Challenge de 2013, que va tenir lloc entre el 23 de febrer i l'1 de març de 2013.
| No | Jugador                 | Rating | 1   | 2   | 3   | 4   | Punts |
| -- | ----------------------- | ------ | --- | --- | --- | --- | ----- |
| 1  | Fabiano Caruana (ITA)   | 2757   | X X | ½ 1 | ½ ½ | ½ 1 | 4     |
| 2  | Viswanathan Anand (IND) | 2780   | ½ 0 | X X | ½ 1 | ½ ½ | 3     |
| 3  | Vladímir Kràmnik (RUS)  | 2810   | ½ ½ | ½ 0 | X X | ½ ½ | 2½    |
| 4  | Borís Guélfand (ISR)    | 2740   | ½ 0 | ½ ½ | ½ ½ | X X | 2½    |

## Zurich Chess Challenge 2014
El Zurich Chess Challenge de 2014 es va disputar entre el 29 de gener i el 4 de febrer de 2014. La mitjana d'Elo dels participants fou de 2801 punts, la més alta de la història, cosa que el va convertir en el primer torneig mai celebrat de Categoria XXIII. El guanyador del torneig fou Magnus Carlsen.
El torneig es va jugar en tres etapes. El dia inaugural es disputaren cinc rondes d'escacs blitz, per tal de decidir l'ordre de sorteig de les partides. Aquesta primera fase la va guanyar Magnus Carlsen. El torneig principal va consistir en 5 partides a ritme clàssic i cinc més de semiràpides.

### Resultats a ràpides
| No | Jugador                 | Elo Blitz | 1 | 2 | 3 | 4 | 5 | 6 | Punts | SB   |
| -- | ----------------------- | --------- | - | - | - | - | - | - | ----- | ---- |
| 1  | Magnus Carlsen (NOR)    | 2837      | X | ½ | 1 | 0 | 1 | ½ | 3     | 7.25 |
| 2  | Levon Aronian (ARM)     | 2863      | ½ | X | 0 | ½ | 1 | 1 | 3     | 6.75 |
| 3  | Hikaru Nakamura (USA)   | 2879      | 0 | 1 | X | 1 | ½ | 0 | 2½    | 6.75 |
| 4  | Fabiano Caruana (ITA)   | 2697      | 1 | ½ | 0 | X | 0 | 1 | 2½    | 6    |
| 5  | Viswanathan Anand (IND) | 2827      | 0 | 0 | ½ | 1 | X | 1 | 2½    | 5.25 |
| 6  | Borís Guélfand (ISR)    | 2719      | ½ | 0 | 1 | 0 | 0 | X | 1½    | 4    |

### Resultats a ritme clàssic
| No | Jugador                 | Rànquing FIDE | Elo  | 1 | 2 | 3 | 4 | 5 | 6 | Punts |
| -- | ----------------------- | ------------- | ---- | - | - | - | - | - | - | ----- |
| 1  | Magnus Carlsen (NOR)    | 1             | 2872 | X | ½ | 1 | 1 | ½ | 1 | 8     |
| 2  | Levon Aronian (ARM)     | 2             | 2812 | ½ | X | 0 | 1 | 1 | ½ | 6     |
| 3  | Fabiano Caruana (ITA)   | 6             | 2782 | 0 | 1 | X | ½ | ½ | ½ | 5     |
| 4  | Hikaru Nakamura (USA)   | 3             | 2789 | 0 | 0 | ½ | X | 1 | ½ | 4     |
| 5  | Viswanathan Anand (IND) | 9             | 2773 | ½ | 0 | ½ | 0 | X | 1 | 4     |
| 6  | Borís Guélfand (ISR)    | 8             | 2777 | 0 | ½ | ½ | ½ | 0 | X | 3     |
En cas de partides acabades en taules abans de 40 jugades, es requeria que els jugadors disputessin una partida ràpida, tot i que aquestes partides extres no afectaven la puntuació del torneig. Es jugaren dues partides d'aquesta mena: Guélfand–Aronian (0–1) a la tercera ronda i Guélfand–Nakamura (1–0) a la cinquena ronda.

### Resultats a semiràpides
| No | Jugador                 | Rating Elo semir. | 1 | 2 | 3 | 4 | 5 | 6 | Punts |
| -- | ----------------------- | ----------------- | - | - | - | - | - | - | ----- |
| 1  | Fabiano Caruana (ITA)   | 2812              | X | 1 | ½ | 1 | ½ | 1 | 4     |
| 2  | Hikaru Nakamura (USA)   | 2826              | 0 | X | 1 | ½ | 1 | 1 | 3½    |
| 3  | Levon Aronian (ARM)     | 2770              | ½ | 0 | X | 1 | ½ | 1 | 3     |
| 4  | Magnus Carlsen (NOR)    | 2845              | 0 | ½ | 0 | X | 1 | ½ | 2     |
| 5  | Borís Guélfand (ISR)    | 2735              | ½ | 0 | ½ | 0 | X | ½ | 1½    |
| 6  | Viswanathan Anand (IND) | 2800              | 0 | 0 | 0 | ½ | ½ | X | 1     |

### Resultat final combinat
El marcador final combinat del torneig es va calcular tot comptant cada partida de la competició a ritme clàssic basant-se en l'esquema 2–1–0 i cada partida de la competició de ràpides basant-se en 1–½–0.
| No | Jugador                 | Punts |
| -- | ----------------------- | ----- |
| 1  | Magnus Carlsen (NOR)    | 10    |
| 2  | Fabiano Caruana (ITA)   | 9     |
| 3  | Levon Aronian (ARM)     | 9     |
| 4  | Hikaru Nakamura (USA)   | 7½    |
| 5  | Viswanathan Anand (IND) | 5     |
| 6  | Borís Guélfand (ISR)    | 4½    |

## Zurich Chess Challenge 2015
A l'edició del 2015 hi varen participar: Fabiano Caruana, Viswanathan Anand, Vladímir Kràmnik, Levon Aronian, Serguei Kariakin i Hikaru Nakamura, amb l'absència destacada de Magnus Carlsen. Es jugà els dies 13-19 de febrer del 2015 a l'Hotel Savoy Baur en Ville de Zúric, Suïssa.

### Resultats a ràpides
| # | Jugador                 | 1 | 2 | 3 | 4 | 5 | 6 | Punts | SB   |
| - | ----------------------- | - | - | - | - | - | - | ----- | ---- |
| 1 | Levon Aronian (ARM)     | X | ½ | 1 | 1 | ½ | 1 | 4     | 8,75 |
| 2 | Fabiano Caruana (ITA)   | ½ | X | ½ | ½ | 1 | 1 | 3½    | 6,75 |
| 3 | Viswanathan Anand (IND) | 0 | ½ | X | 1 | 1 | 1 | 3½    | 5,75 |
| 4 | Hikaru Nakamura (USA)   | 0 | ½ | 0 | X | ½ | 1 | 2     | 3,25 |
| 5 | Vladímir Kràmnik (RUS)  | ½ | 0 | 0 | ½ | X | 0 | 1     | 3    |
| 6 | Sergei Karjakin (RUS)   | 0 | 0 | 0 | 0 | 1 | X | 1     | 1    |

### Resultats a ritme clàssic
| # | Jugador                 | 1 | 2 | 3 | 4 | 5 | 6 | Punts | SB  |
| - | ----------------------- | - | - | - | - | - | - | ----- | --- |
| 1 | Viswanathan Anand (IND) | X | 1 | ½ | ½ | ½ | 1 | 7     |     |
| 2 | Hikaru Nakamura (USA)   | 0 | X | ½ | 1 | 1 | ½ | 6     |     |
| 3 | Vladímir Kràmnik (RUS)  | ½ | ½ | X | ½ | ½ | ½ | 5     |     |
| 4 | Fabiano Caruana (ITA)   | ½ | 0 | ½ | X | ½ | ½ | 4     | 10  |
| 5 | Sergei Karjakin (RUS)   | ½ | 0 | ½ | ½ | X | ½ | 4     | 10  |
| 6 | Levon Aronian (ARM)     | 0 | ½ | ½ | ½ | ½ | X | 4     | 9,5 |

### Resultats a semiràpides
| # | Jugador                 | 1 | 2 | 3 | 4 | 5 | 6 | Punts | SB   |
| - | ----------------------- | - | - | - | - | - | - | ----- | ---- |
| 1 | Vladímir Kràmnik (RUS)  | X | 1 | 1 | 0 | ½ | 1 | 3,5   |      |
| 2 | Levon Aronian (ARM)     | 0 | X | ½ | 1 | 1 | ½ | 3     | 6,25 |
| 3 | Hikaru Nakamura (USA)   | 0 | ½ | X | ½ | 1 | 1 | 3     | 6    |
| 4 | Sergei Karjakin (RUS)   | 1 | 0 | ½ | X | ½ | 0 | 2     | 6    |
| 5 | Viswanathan Anand (IND) | ½ | 0 | 0 | ½ | X | 1 | 2     | 4,25 |
| 6 | Fabiano Caruana (ITA)   | 0 | ½ | 0 | 1 | 0 | X | 1,5   |      |

### Resultat final combinat
| # | Jugador                 | Punts |
| - | ----------------------- | ----- |
| 1 | Hikaru Nakamura (USA)   | 9     |
| 2 | Viswanathan Anand (IND) | 9     |
| 3 | Vladímir Kràmnik (RUS)  | 8½    |
| 4 | Levon Aronian (ARM)     | 7     |
| 5 | Sergei Karjakin (RUS)   | 6     |
| 6 | Fabiano Caruana (ITA)   | 5½    |

Després de les tres competicions, Anand i Nakamura finalitzaren empatats a 9 punts. Segons el reglament del torneig, varen fer una partida de ràpides pel sistema de desempat armageddon per a decidir el campió. Nakamura va guanyar en negres.